# DeHart Hubbard
William DeHart Hubbard, född 25 november 1903 i Cincinnati i Ohio, död 23 juni 1976 i Cleveland i Ohio, var en amerikansk friidrottare som främst tävlade i längdhopp och sprint. Hubbard var den förste afroamerikanen som vann en olympisk guldmedalj i en individuell gren; längdhoppet vid sommar-OS i Paris 1924.
Hubbard inledde sina studier vid University of Michigan 1921 och följande år vann han sitt första av sex raka amerikanska mästerskap (AAU) i längdhopp.
Under sommar-OS 1924 var Hubbard skadad, men kunde ändå hoppa hem guldmedaljen med resultatet 7,445, före landsmannen Edward Gourdin och norrmannen Sverre Hansen.  Dock var Hubbard troligen inte den bäste längdhopparen i detta mästerskap, då landsmannen Robert LeGendre i femkampstävlingen dagen innan hade förbättrat världsrekordet till 7,765. Denne deltog dock ej i längdtävlingen.
Hubbard satte två världsrekord; i längdhopp 1925 med ett hopp på 7,89 och tangerade rekordet på 100 yards året efter genom att springa på 9,6 s. 1927 hoppade han 7,98, men det kom aldrig att officiellt ratificeras som världsrekord, eftersom plankan var ett par centimeter högre belägen än sandgropen.
1928 deltog Hubbard ånyo i OS. Även denna gång kom han till mästerskapet skadad och kunde inte göra sig själv rättvisa och slutade på elfte plats.
Personliga rekord:
- Längdhopp: 7,89 (1925)
- Tresteg: 14,90 (1923)